# Оптичен диск
Оптичните дискове  са сменяеми носители на информация с формата на диск. Четенето и записа на данните става посредством лазерен лъч, като съществуват и хибридни модели, при които освен лазерното излъчване се използва и магнитно поле.
Оптичните дискове от групата на CD и DVD, както и техните наследници HD DVD (High Definition DVD) и BD (Blu-ray Disk) са с външен диаметър 120 mm, централен отвор 15 mm и дебелина 1,2 mm. Мини-вариантите им са с външен диаметър 80 mm, като другите размери се запазват. Съществуват оптични дискове (магнитооптични и др.) с размер 130 mm (5,25 инча), както и такива с размер под 80 mm (MiniDisc на Sony и други по-нови модели). Съществуват и компактдискове с формата на визитна картичка.
Някои модели се съхраняват в кутийка подобно на гъвкав магнитен диск от 3,5 инча. Тя служи за предпазване на диска и информацията върху него от запрашаване и надраскване. Дискът се поставя в записващо-четящото устройство с тази кутийка, която е снабдена с плъзгаща се вратичка – последната се отваря автоматично при поставяне на диска в устройството.
Кодирането на информацията върху диска е цифрово (с изключение на Laserdisc). При дисковете с предварителен запис (CD, DVD, BD) това става с помощта на поредица от площадки и ямки (питове), които образуват релеф със строго определена геометрия и имат съответно по-висока и по-ниска отражателна способност. При записваемите дискове (CD-R, CD-RW и др.) такъв релеф няма. В процеса на запис (загряване с лазерен лъч) се образуват микроскопични области (маркери, питове), които аналогично имат по-ниска отражателна способност от обкръжаващата повърхност. Изключение правят магнитооптичните дискове (CD-MO, MiniDisc и др.), където маркерите се различават по обратната поляризация на намагнитването.
Четенето на информацията, с редки изключения, се осъществява от страната на подложката (през подложката), която трябва да бъде прозрачна за използваната дължина на вълната на лазерния лъч. За четене се използва отразения от диска сигнал, затова отражателната способност на диска умишлено се повишава чрез отлагане на метален слой върху пластмасовата подложка. Върху него обикновено има защитен слой от лак и етикет (изображение).
Дискове като CD и DVD5 имат един информационен слой, DVD9 и DVD10 имат по два информационни слоя, DVD14 и DVD18 и други по-нови модели имат по три или повече слоя. Това се прави с цел повишаване плътността, а с това и количеството на съхраняваната информация. Новите HD DVD и Blu-ray диск съдържат съответно по 15 и 25 гигабайта (двуслойните варианти съответно 30 и 50 GB). С бума на информационните технологии се наблюдава бум и при разработките на нови видове запаметяващи устройства. Вече има съобщения за нови поколения дискове, които на няколко информационни слоя могат да съхранят до 100 и повече гигабайта данни за един носител.